# Glikirani hemoglobin
Glikirani hemoglobin,  glikohemoglobin ali HbA1c je hemoglobin A, ki ima na N-terminalnem koncu β-verige vezano glukozo. Večina monosaharidov, med njimi tudi glukoza, galaktoza in fruktoza, se namreč v krvnem obtoku samoodsebno (brez posredovanja encimov) veže na hemoglobin. Pri tem ima glukoza manjšo afiniteto do vezave na hemoglobin v primerjavi z galaktozo ali fruktozo, kar je morda razlog, da je ravno glukoza primarno »presnovno gorivo« v človeškem organizmu. Ta reakcija sicer nima pomembne biološke funkcije. Poteka izrazito počasi in je nepovratna, zato koncentracija glikiranega hemoglobina odraža povprečno koncentracijo glukoze v krvi. Pri tem krajši, prehodni porasti ravni krvnega sladkorja le neznatno vplivajo na HbA1c.
Povišan delež glikiranega hemoglobina je znak hiperglikemije (povišanih vrednosti krvnega sladkorja) ter zato predstavlja merilo (ne)urejenosti sladkorne bolezni. Je dober kazalnik povprečne ravni krvne glukoze v preteklih 1–3 mesecih. Uporablja se tako za diagnosticiranje sladkorne bolezni kot spremljanje nadzora zdravljene sladkorne bolezni. Višja je vrednost glikiranega hemoglobina v krvi, slabše je sladkorna bolezen nadzorovana in večja je verjetnost za nastanek kroničnih zapletov, predvsem retinopatije, nefropatije in nevropatije.